# Félicien Grevèche
Félicien Grevèche est un feuilleton télévisé française en 8 épisodes de 52 minutes, créé par Sylvain Joubert, réalisé par Michel Wyn et diffusé à partir du 17 septembre 1986 sur Antenne 2.

## Synopsis
Cette série met en scène la vie d'un médecin, ancien communard recherché par la police, vivant chichement dans un village du Languedoc où il prodigue soins et conseils aux habitants.

## Distribution
- Sylvain Joubert : Félicien Grevèche
- Jenny Clève : Adrienne
- Gérard Darrieu : Paillot
- Anne-Marie Besse : Anne-Isabelle de Sarans
- Claude Brosset : Gaëtan Vignon
- Maurice Chevit : Barbot
- Pierre Santini : Le capitaine Gédan
- Catherine Wilkening : Augustine
- Gabriel Cattand : Le vicomte Henri de Pallières
- Henri Virlojeux : L'abbé Perraud
- Pariel Eric: l'assistant du roi
- Franck Dubosc: Louis-Anatole de Sèze
- Georges Vaur
- Pauline Macia
- Serge Carrière (Cacou de Florensac)

## Lieux de tournage
- Hérault[1]
  - Lamalou-les-Bains
  - Pézenas
  - Mons-la-Trivalle
  - Bardou
  - Cambon-et-Salvergues
  - Parc naturel régional du Haut-Languedoc
  - Musée de la Pharmacie à Montpellier
  - Prieuré de Cassan à Roujan

## Récompenses
- Sept d'or 1987 : Meilleur feuilleton

## Épisodes
8 épisodes